# Conophytum burgeri
Conophytum burgeri är en isörtsväxtart som beskrevs av L. Bol.. Conophytum burgeri ingår i släktet Conophytum, och familjen isörtsväxter. Inga underarter finns listade i Catalogue of Life.